# Gynoeryx paulianii
Gynoeryx paulianii là một loài bướm đêm thuộc họ Sphingidae. Loài này có ở Madagascar.